# الدوري البحريني الممتاز 1979–80
الدوري البحريني الممتاز 1979-1980 هي النسخة الرابعة والعشرين من الدوري البحريني الممتاز.

## نظرة عامة
توج المحرق باللقب.